# Geddy Lee
Gary Lee Weinrib (29 de juliol de 1953, Toronto), més conegut com a Geddy Lee, és un músic canadenc la popularitat del qual es deu a la seva participació com a vocalista, baixista, teclista i compositor de la banda de rock progressiu Rush. Lee entra a formar part de Rush el setembre de 1968 per invitació del seu amic de la infància, Alex Lifeson, reeplaçant el baixista i cantant original Jeff Jones. Com a músic guanyador de diversos guardons, l'estil, la tècnica i la destresa de Lee tocant el baix han estat de notable influència en altres artistes de rock i metal, com Steve Harris d'Iron Maiden, Nikki Sixx de Mötley Crüe, John Myung de Dream Theater, Les Claypool de Primus, Cliff Burton de Metallica i Tim Commerford de Rage Against the Machine i Audioslave.
A més del seu treball com a compositor, arranjador i intèrpret de Rush, Lee també ha produït àlbums per a altres bandes, com Rocket Science. També té una producció com a solista, My Favorite Headache, llançat en 2000. Juntament amb els seus companys de banda, Alex Lifeson i Neil Peart, va ser honrat amb l'Ordre del Canadà el 9 de maig de 1996, sent la primera banda de rock a rebre aquest reconeixement, com a grup. I també, com a grup, van entrar a la Rock and Roll Hall of Fame l'any 2013.